# یگانه‌خداباوری
یگانه‌خداباوری یک اصطلاح کلی برای گروهی از بدعت‌ها در مسیحیت است که تثلیث یعنی سه‌گانه بودن خدا به‌صورت «پدر، پسر و روح‌القدس» را قبول ندارند.
برخلاف سه‌گانه‌باوران مسیحی که می‌گویند خدای پدر، خدای پسر و روح‌القدس هر سه هم‌زمان خود خدا هستند، گروه دیگری به نام یگانه‌خداباوران می‌گویند که خدا تنها همان خدای پدر است و شکل دیگری ندارد.
یگانه‌خداباوری خود به دو شاخه تقسیم می‌شود: یکی نمودباوری است که خدا را یکی می‌داند که با سه نمود پدر و پسر و روح‌القدس. و دیگری فرزندخوانده‌باوری است که معتقد است عیسی در هنگام غسل تعمید، رستاخیز یا عروجش به عنوان پسر خدا به فرزندخواندگی او درآمد. فرزندخوانده‌باوران به خدا بودن و جاودانه بودن خود شخص عیسی مسیح باور ندارند و می‌گویند عیسی آفریده‌ای جدا از خدا بوده که خدا او را به عنوان فرزندش پذیرفته‌است.